# Embalses del sistema del Zadorra

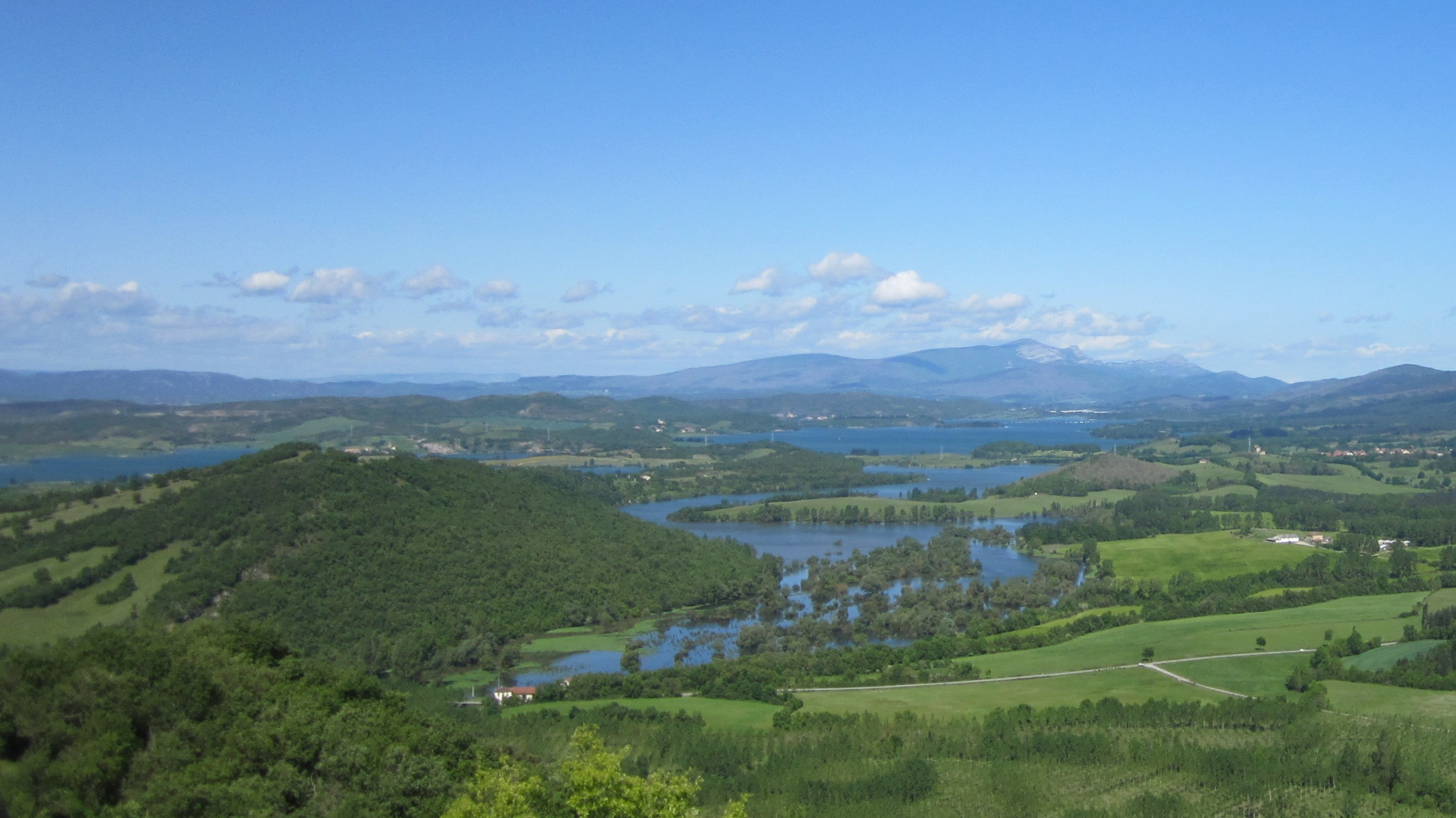
Embalses desde Gebara.

Embalses del sistema del Zadorra constituye una reserva, catalogada como Zona especial de conservación (ZEC) de la red Natura 2000, perteneciente a la región biogeográfica atlántica y mediterránea. Se encuentra situada en la provincia de Álava. Tiene el código de ZEC ES2110011.
La ZEC Embalses del sistema del Zadorra se localiza en la zona centro-septentrional de la Llanada Alavesa (Álava), al pie de las montañas de la divisoria de aguas (vertientes cantábrica y mediterránea), y dentro de la comarca natural alavesa de los Valles Subatlánticos, a 15 kilómetros al este de la ciudad de Vitoria. La red hidrográfica de los embalses del sistema del Zadorra incluye tres embalses: Ullíbarri-Gamboa (147 hm³), que embalsa al Zadorra propiamente dicho; Urrúnaga (72 hm³), que embalsa el río Santa Engracia; y Albina (6 hm³), sobre el río Albina, aunque este último no pertenece a la ZEC.
Dentro del Embalse de Ullibarri-Ganboa se encuentra el ámbito incluido en la Lista Ramsar de humedales de importancia internacional denominado Colas del embalse de Ullibarri-Ganboa. El ámbito RAMSAR está constituido por las colas meridionales del embalse de Ullibarri, con un área total de 419,7 ha y que comprende las colas Zadorra (133,4 ha) y Mendixur (286,3 ha).
Sus características limnológicas, climatológicas e hidrológicas hacen posible la confluencia de una gran riqueza de especies vegetales y animales ligadas al medio acuático, haciendo de esta zona el humedal interior más importante de la comunidad autónoma del País Vasco. Se caracteriza por la orografía suave de las orillas de los dos pantanos, que forma colas someras donde la vegetación de ribera, palustre y lacustre encuentra un espacio idóneo para su desarrollo y ofrece alimento y zonas de reproducción y descanso a miles de aves acuáticas a lo largo de todo el año. El espacio reúne diferentes hábitats y especies presentes en listas rojas o catálogos autonómicos o regionales. Los embalses del sistema del Zadorra constituyen una de las zonas húmedas interiores del País Vasco más importantes como lugar de invernada y reproducción para las aves acuáticas. Además de la avifauna, destaca la presencia del visón europeo (Mustela lutreola) y de la nutria (Lutra lutra), la rana ágil (Rana dalmatina) o el sapillo pintojo (Discoglossus jeanneae), y constituye un área de especial interés para la conservación de náyades (Unio elongatus, Anodonta anatina y Potomida littoralis).
Los hábitats acuáticos mejor representados son los de aguas estancadas o de corriente lenta con vegetación flotante, y los estanques temporales con vegetación anfibia. Los pastizales están también bien representados y constituyen varios tipos de hábitats de interés comunitario, destacando, tanto por tratarse de un hábitat prioritario como por su representatividad, los prados sobre sustratos calcáreos con importantes orquídeas. Entre los hábitats boscosos destacan las saucedas y alisedas ribereñas.